# Oberleitungsbus Landskrona
| |            |                           |                  |
| Streckenlänge: | 3,0 km     |                           |                  |
| Stromsystem: | 750 Volt = |                           |                  |
| Streckengeschwindigkeit: | 50 km/h    |                           |                  |
| |            |                           |                  |
| \| \| \| Übergang zur Västkustbana \| \| \| \| 0,0 \| Stationen \| Stationen \| \| \| 0,8 \| Speisepunkt \| Speisepunkt \| \| \| 1,0 \| Lasarettet Norra \| Lasarettet Norra \| \| \| 1,5 \| Vilan \| Vilan \| \| \| 1,9 \| Artillerigatan \| Artillerigatan \| \| \| 2,4 \| Rådhustorget \| Rådhustorget \| \| \| 2,7 \| Sofia Albertina \| Sofia Albertina \| \| \| 3,0 \| Skeppsbron \| Skeppsbron \| \| \| \| Centrum \| \| |            |                           |                  |
| |            | Übergang zur Västkustbana |                  |
| U-Bahn-Kopfbahnhof Streckenanfang | 0,0        | Stationen                 | Stationen        |
| U-Bahn-Kilometer-Wechsel | 0,8        | Speisepunkt               | Speisepunkt      |
| U-Bahn-Haltepunkt / Haltestelle | 1,0        | Lasarettet Norra          | Lasarettet Norra |
| U-Bahn-Haltepunkt / Haltestelle | 1,5        | Vilan                     | Vilan            |
| U-Bahn-Haltepunkt / Haltestelle | 1,9        | Artillerigatan            | Artillerigatan   |
| U-Bahn-Haltepunkt / Haltestelle | 2,4        | Rådhustorget              | Rådhustorget     |
| U-Bahn-Haltepunkt / Haltestelle | 2,7        | Sofia Albertina           | Sofia Albertina  |
| U-Bahn-Kopfbahnhof Streckenende | 3,0        | Skeppsbron                | Skeppsbron       |
| |            | Centrum                   |                  |

Der Oberleitungsbus Landskrona (schwedisch: Landskronas trådbuss) ist der einzige Oberleitungsbus-Betrieb in Schweden. Neben dem Oberleitungsbus Bergen in Norwegen ist er außerdem einer von nur zwei Obus-Betrieben in Skandinavien. Mit 28.679 Einwohnern zählt Landskrona zu den weltweit kleinsten Städten, die ein Obus-System besitzen.
Die Oberleitungsinfrastruktur gehört den Technischen Werken der Stadt. Die Verkehrsleistungen werden von der südschwedischen Nahverkehrsgesellschaft Skånetrafiken bestellt, welcher auch die Fahrzeuge gehören. Bisherige Auftragnehmer waren Orusttrafiken ab Betriebseröffnung im September 2003, Arriva ab 1. April 2004, Swebus ab 18. Juni 2006 und Nobina Sverige seit 1. Dezember 2009.

## Vorgeschichte
1997 fiel die Entscheidung, die Västkustbana (Westküstenbahn) zwischen Lund und Helsingborg neu zu trassieren. Damit verbunden war auch die Aufgabe des alten stadtnahen Kopfbahnhofs von Landskrona. Als Ersatz war die Anlage des peripher gelegenen Durchgangsbahnhof Landskrona Östra (Landskrona Ost) an der Neubaustrecke vorgesehen. Gleichzeitig begann die Stadtverwaltung zu untersuchen, wie die geplante neue Station durch eine leistungsfähige und umweltfreundliche ÖPNV-Verbindung mit der Innenstadt verbunden werden könnte.
Nachdem eine Straßenbahn aus Kostengründen ausschied, konzentrierten sich die Untersuchungen auf ein straßengebundenes Verkehrsmittel. In die engere Auswahl kamen Obus, Dieselbus und Erdgasbus. Weil ein konventioneller Omnibusverkehr als zu unattraktiv angesehen wurde, fiel die Anlage eines Obus-Systems in die engere Wahl. Im Mai 1998 wurde hierzu eine erste Machbarkeitsstudie vorgestellt, im Juni 1998 der entsprechende Subventionsantrag beim schwedischen Umweltministerium gestellt. Unter Vernachlässigung der Investitionskosten für die Infrastruktur, der höheren Betriebskosten und der geringeren Flexibilität gegenüber einem Diesel- beziehungsweise Erdgasbusbetrieb standen hierbei vor allem ökologische Aspekte im Vordergrund. So wurde beispielsweise eine jährliche Einsparung von 180.000 Kilogramm Kohlenstoffdioxid, 1300 Kilogramm Stickoxiden und 18 Kilogramm sonstiger gesundheitsgefährdender Partikel errechnet. Auch der geräuscharme Betrieb sowie die visuelle Präsenz im öffentlichen Raum sprachen für den Obus.
Am 4. Januar 2001 wurde schließlich der neue Bahnhof eingeweiht, die Verbindung dorthin wurde zunächst provisorisch mit Omnibussen hergestellt. Doch bereits am 10. Oktober 2001 entschloss sich die Stadt endgültig zum Bau der Obus-Linie. Entgegen den ursprünglichen Planungen sollte diese jedoch nicht mehr auf dem Bahnhofsvorplatz des alten Bahnhofs – dem jetzigen Güterbahnhof – enden. Stattdessen entschied man sich für eine etwas kürzere Trasse, sie misst nur 3,0 statt 3,38 Kilometer, mit Endstelle im Hafenbereich. Dort befindet sich seit dem 21. November 2009 ferner auch die neue Anlegestelle der Fähre zur Insel Ven. Im April 2002 erfolgte die Ausschreibung für die Infrastruktur und die Fahrzeuge, im August gleichen Jahres wurden die Zuschläge erteilt.

## Bau und Inbetriebnahme

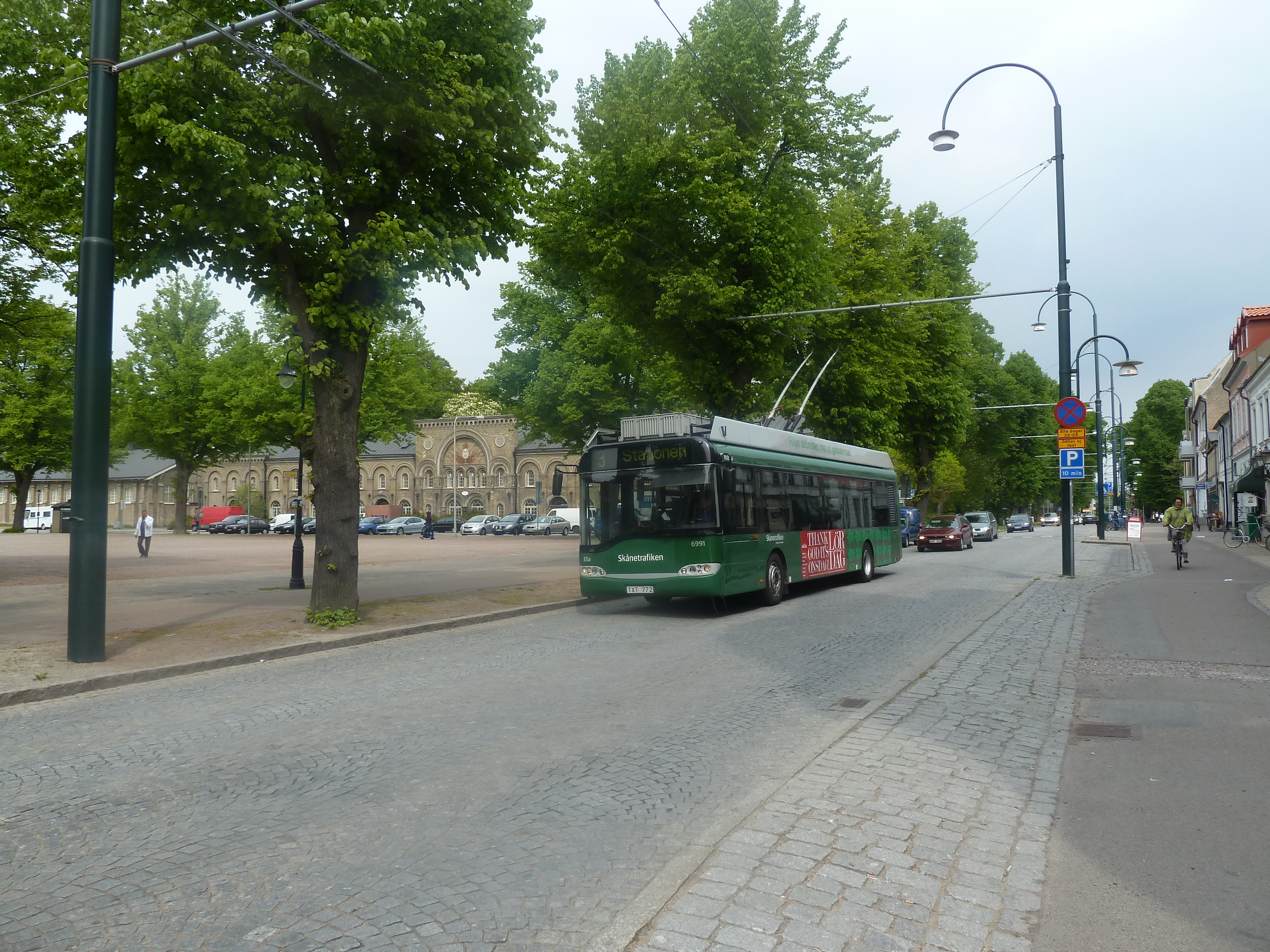
Der in Richtung Bahnhof fahrende Obus 6991 in der Eriksgatan

Am 16. Dezember 2002 begannen die Vorarbeiten beim künftigen Unterwerk, es wurde dort zunächst eine Speiseleitung zur Strecke gelegt. Am 30. Januar 2003 erfolgte beim Bahnhof die erste Mastgründung, dieser Tag des ersten Spatenstichs gilt als offizieller Baubeginn. Am 7. März 2003 wurde der erste Mastausleger montiert und am 6. Mai 2003 die ersten Drähte gespannt. Die Fahrleitung errichtete das Unternehmen Swedish Rail System (SRS) gemeinsam mit der Furrer+Frey AG aus der Schweiz. Letztere fungierte dabei als Subunternehmer und brachte ihre Erfahrung im Obus-Fahrleitungsbau ein.
Nach Abschluss der Bauarbeiten fanden zwischen dem 2. und 14. Juli 2003 die ersten Probefahrten mit dem vom Oberleitungsbus Tallinn geliehenen Wagen 320 statt. Die eigenen Obusse wurden am 21. August 2003 angeliefert und am 10. September 2003 amtlich zugelassen.
Der planmäßige Linienverkehr mit O-Bussen begann in den Morgenstunden des 15. September 2003, die feierliche Eröffnung folgte schließlich am 27. September 2003 unter Anwesenheit der damaligen schwedischen Umweltministerin Lena Sommestad. Knapp 40 Jahre nachdem der letzte schwedische Obus – der Betrieb in Göteborg – im November 1964 seinen Dienst eingestellt hatte, verkehrte damit wieder ein Obus in Schweden. Ein weiterer schwedischer Obus-Betrieb existierte von 1941 bis August 1964 in der Hauptstadt Stockholm. Von 1938 bis 1948 bestand zudem eine kurze Teststrecke in Västerås.
Die Gesamtkosten des Projekts betrugen 38,7 Millionen Schwedische Kronen. Davon musste die Gemeinde Landskrona 20,4 Millionen tragen, der Rest entfiel auf staatliche Zuschüsse. Die Investitionen verteilten sich wie folgt:
| 15,2 Millionen für die Fahrzeuge                    | davon 7,7 Millionen Zuschüsse |
| 16,8 Millionen für die Installation der Oberleitung | davon 8,5 Millionen Zuschüsse |
| 03,6 Millionen für das Unterwerk                    | davon 1,8 Millionen Zuschüsse |
| 03,1 Millionen sonstige Kosten                      | davon 0,3 Millionen Zuschüsse |

Für die Stromversorgung wurde eigens eine Windkraftanlage angemietet, sie liefert die für den Obusbetrieb erforderliche Menge Strom an den Stromversorger.

## Betrieb

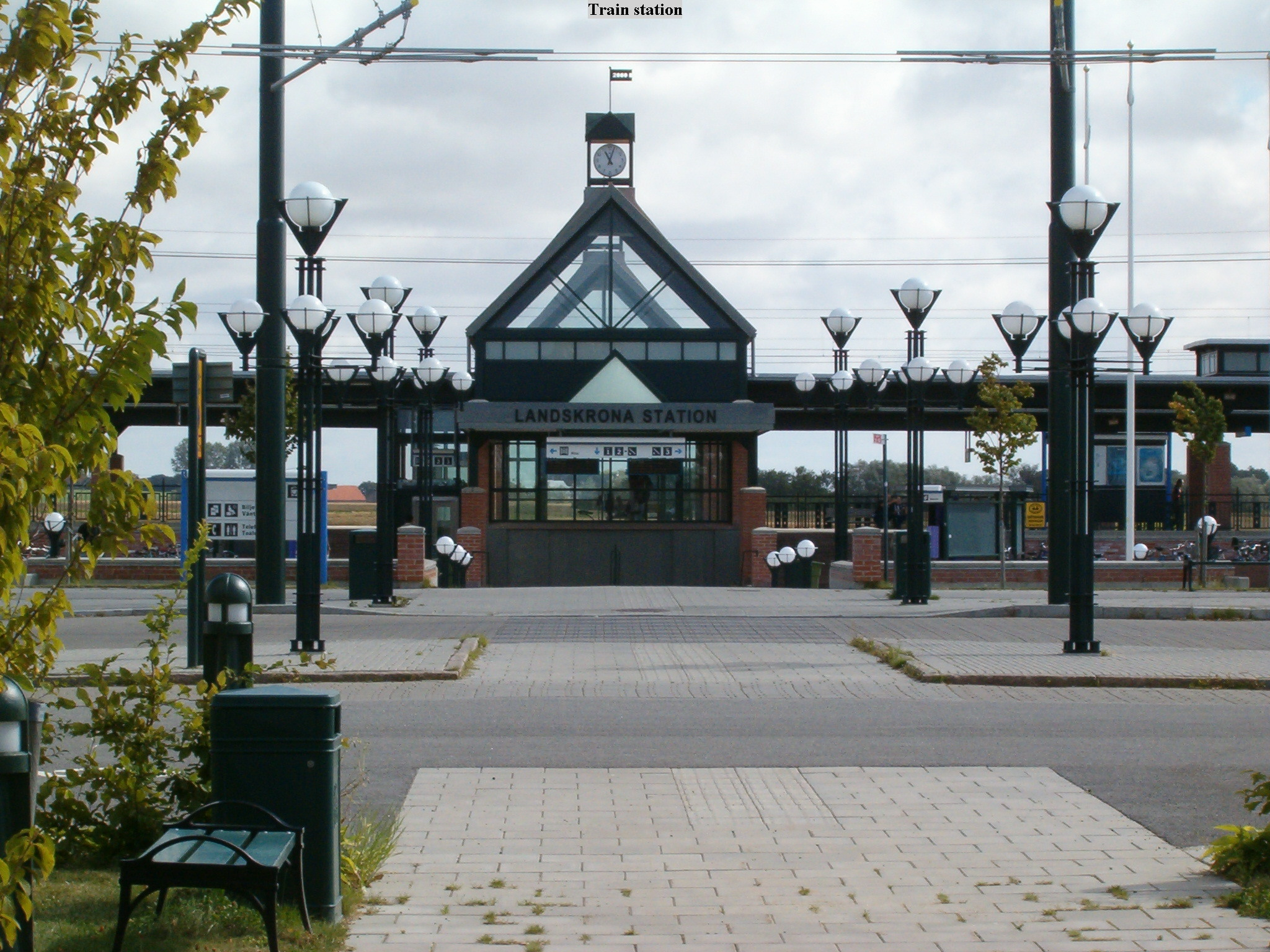
Die Obus-Wendeschleife vor dem Bahnhof

Der Oberleitungsbus Landskrona ist als Linie 3 in das örtliche Stadtbusnetz (Landskrona stadsbuss) integriert und trägt die Hauptlast des Verkehrs. Die Strecke ist 3,0 Kilometer lang und führt vom Bahnhof (Stationen) über die Kolonigatan, die Repslagargatan, die Eriksgatan und die Storgatan zur Haltestelle Skeppsbron in der Innenstadt (Centrum), nahe dem Hafen. Die Verbindung wird mitunter auch als Stationspendeln, schwedisch für Bahnhofspendel, bezeichnet. Die übrigen Linien 1, 2, 4 und 5 sind konventionelle Diesel- oder Erdgasbuslinien und verkehren seltener. Die Obus-Linie ist sehr beliebt; wurden bei Eröffnung noch rund 200.000 Fahrgäste jährlich befördert, so waren es 2007 bereits 500.000. Die Betriebszeiten sind wie folgt:
| Montags bis Freitags: | 05:05 bis 01:34 Uhr |
| Samstags:             | 05:20 bis 01:34 Uhr |
| Sonntags:             | 05:20 bis 00:49 Uhr |

Inklusive der beiden Endstationen bedient der Obus zusammen sieben Haltestellen, der mittlere Stationsabstand beträgt 500 Meter. Die Reisezeit beträgt neun Minuten stadteinwärts und zehn Minuten auf der Fahrt zum Bahnhof. In den Hauptverkehrszeiten – das heißt etwa von 6:30 bis 9:30 und von 15:30 bis 17:30 Uhr – verkehrt die Obuslinie 3 seit dem 13. Dezember 2009 mit vier Umläufen im Sechs-Minuten-Takt. Zuvor wurde maximal ein 7/8/10-Minuten-Takt angeboten, wofür nur drei Fahrzeuge benötigt wurden. Vorübergehend musste daher ein zusätzlicher Dieselbus im Mischverkehr eingesetzt werden. Erst seit dem 16. September 2010 steht ein vierter Obus zur Verfügung. Aufgrund der hohen Investitionskosten eines Oberleitungsbusses war ursprünglich geplant, für den zusätzlich eingeführten vierten Umlauf alternativ einen Erdgasbus zu beschaffen. Jedoch bestellte man im Februar 2010 schließlich doch den vierten Obus.
Schon von Beginn an gilt: fällt ein Obus aus, wird ersatzweise ein konventioneller Omnibus eingesetzt. Ein Ersatz-Obus wird aus Kostengründen nicht vorgehalten.
Vom 20. September 2010 an ruhte der gesamte Obusverkehr wegen Straßenbauarbeiten zwischen dem Bahnhof und dem Krankenhaus (Lasarettet Norra). Es fand Obusersatzverkehr statt. Die Wiederaufnahme des elektrischen Betriebs erfolgte am 28. November 2010.

## Infrastruktur

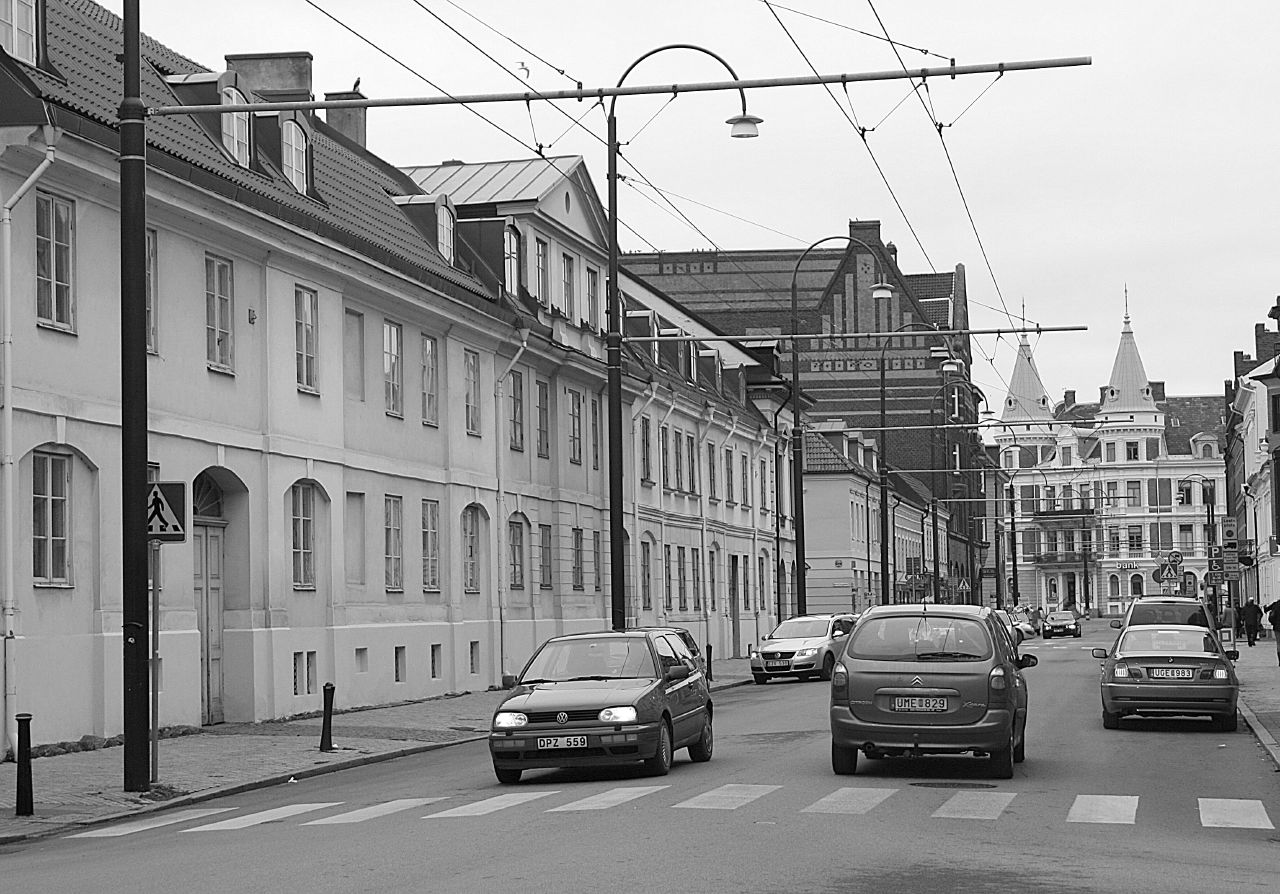
Oberleitungen in der Innenstadt

Das Depot – wo auch die städtischen Omnibusse untergebracht sind – liegt südlich des alten Kopfbahnhofs. Die Halle befindet sich etwa 800 Meter von der stadtseitigen Endhaltestelle entfernt und kann nur mit dem Hilfsantrieb erreicht werden. Entgegen den ursprünglichen Plänen wurde keine elektrifizierte Betriebsstrecke, sie sollte einspurig ausgeführt werden, errichtet. Außerdem war zunächst vorgesehen, den Kreisverkehr in der Eriksgatan als aus beiden Richtungen anfahrbare Zwischenwendeschleife zu nutzen. Da beides nicht realisiert wurde, kommt der Betrieb in Landskrona als Besonderheit gänzlich ohne Luftweichen aus. Ebenso gibt es keine Fahrleitungskreuzungen, beide Wendeschleifen werden gegen den Uhrzeigersinn befahren. Überholmöglichkeiten gibt es ebenfalls nicht. Auch gibt es nur ein Unterwerk, es befindet sich an der Einmündung der Vattenverksallén in die Kolonigatan. Die gesamte Anlage besteht somit aus einem einzigen Speisebereich und kommt ohne Streckentrenner aus.
Ferner wurden keine Oberleitungsrosetten montiert. Querdrähte sind nur im Bereich der beiden Wendeschleifen, im Zuge der 90-Grad-Kurve in der Innenstadt sowie beim Kreisverkehr in der Eriksgatan anzutreffen. Ansonsten verwendete man auch im Bereich bebauter Streckenabschnitte ausschließlich am Straßenrand stehende, stählerne, zylindrische Oberleitungsmasten mit je einem Ausleger für beide Fahrtrichtungen. Lediglich im Verlauf der S-Kurve beim Rathaus existieren einige Mittelmasten mit beidseitigen Auslegern. Alle 160 Oberleitungsmasten dienen gleichzeitig als Lichtmasten für die Straßenbeleuchtung; hierzu erhielten sie einen bogenförmigen Ausleger aufgesetzt. Damit sie optisch weniger auffallen, sind sie einheitlich dunkelgrün lackiert.

## Fahrzeuge

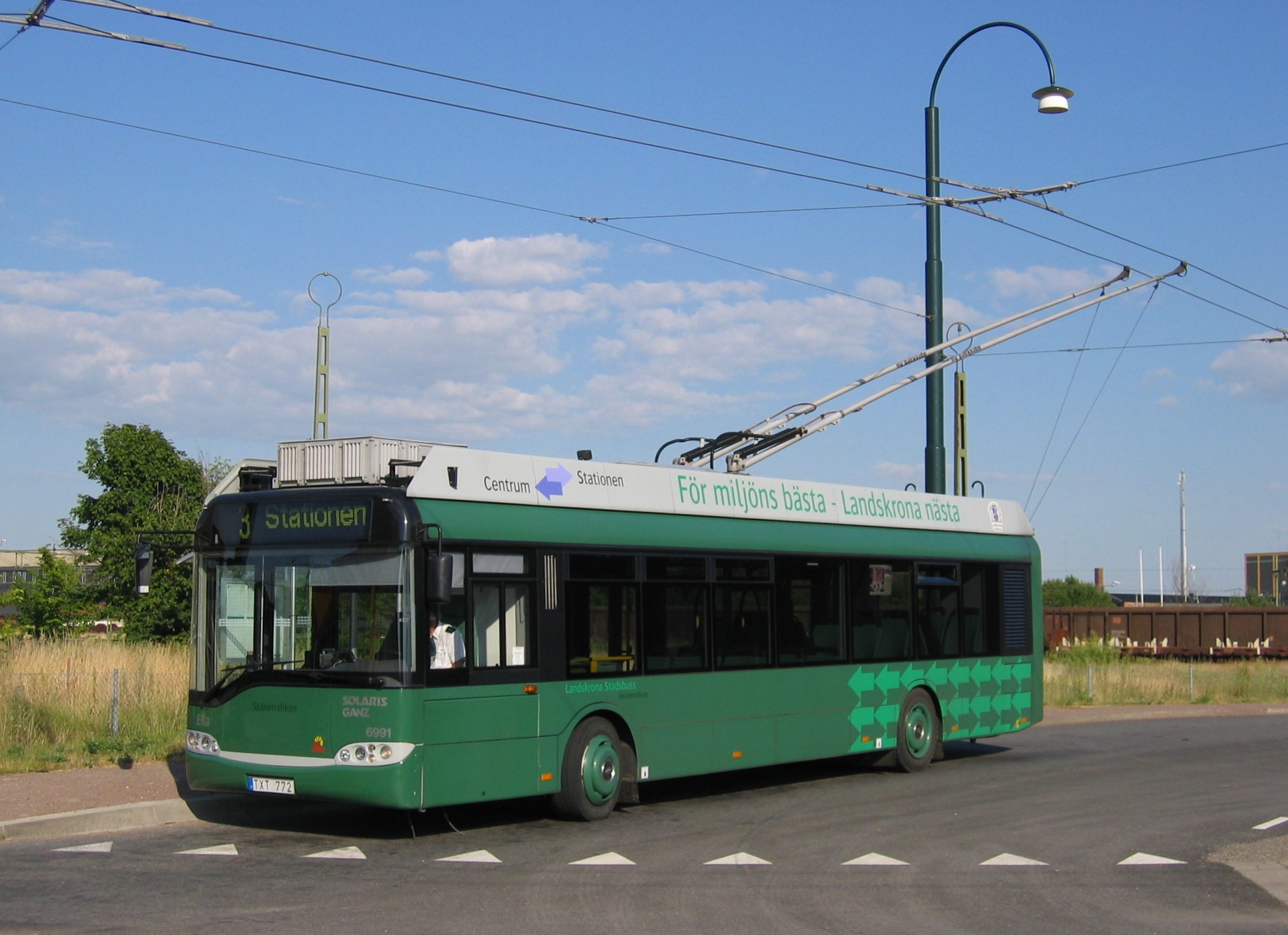
„Ella“ an der stadtseitigen Endstelle Skeppsbron (2005)

Alle fünf vorhandenen Solo-Oberleitungsbusse des Typs Trollino 12 entstanden als Joint-Venture. Die Karosserie stellte der polnische Omnibushersteller Solaris Bus & Coach her, die elektrische Ausrüstung wurde hingegen von einem anderen Unternehmen zugeliefert. In der Ausführung für Landskrona bieten die Wagen 26 reguläre Sitzplätze, drei Klappsitze und 55 Stehplätze. Als Besonderheit ist die dritte Tür nur einflügelig. Zudem wurden, abweichend von der Solaris-Standardbestuhlung, spezielle Sitze eingebaut. Die Oberleitungsbusse sind – wie alle Stadtlinienbusse im Verkehrsbereich von Skånetrafiken – grün lackiert, das Fensterband ist schwarz.
- Bei den drei 2003 beschafften Wagen war das ungarische Unternehmen Ganz Zulieferer der elektrischen Ausrüstung. Vor ihrem Einsatz in Landskrona wurden die drei 165 Kilowatt starken Wagen im Juli und August 2003 im Budapester Oberleitungsbusnetz ausführlichen Testfahrten unterzogen. In Landskrona erfolgt die Stromversorgung während der Fahrten von und zum Depot bei diesen drei Obussen mittels Nickel-Metallhydrid-Akkumulatoren, ihre Reichweite beträgt vier Kilometer.[5] Die drei Wagen befinden sich seit 2009 im Besitz von Skånetrafiken, zuvor gehörten sie der Gemeinde Landskrona selbst.[12] Sie tragen in Anlehnung an das Wort Elektrizität (schwedisch: elektricitet) alle Vornamen, die mit El beginnen.
- Der 2010 nachgelieferte vierte Obus befindet sich von Beginn an im Besitz von Skånetrafiken, im Gegensatz zu den 2003 beschafften Wagen wurde seine elektrische Ausrüstung jedoch von Škoda aus Plzeň in Tschechien zugeliefert. Außerdem verfügt er nicht über Akkumulatoren, sondern über einen 50 kW starken Diesel-Hilfsantrieb des Unternehmens Kirsch. Ansonsten ist er weitgehend baugleich mit den bereits vorhandenen Obussen. Die ersten Probefahrten und die technische Abnahme dieses Wagens erfolgten ebenfalls in Plzeň.
- Der 2013 in Dienst gestellte fünfte Wagen besitzt wiederum einen Batterie-Hilfsantrieb und kam im Rahmen des Forschungsprojekts „SlideIn“ nach Landskrona, das die Erhöhung der elektrischen Leistung von Batteriebussen erforschen soll. In diesem Fall soll dabei speziell die Aufladung während der Fahrt im Oberleitungsbetrieb erprobt werden. Das Projekt verfügt über ein Budget von 1,6 Millionen Euro und wird aus Mitteln der Europäischen Union im Rahmen des Programms LIFE+ finanziert. Die Erprobungsphase soll bis Dezember 2015 dauern, zu den Projektpartnern gehören – neben Skånetrafiken – die Universität Lund, ÅF, Motivationshuset, Volvo Powertrain und E.ON. Die Batterien ermöglichen einen fahrleitungslosen Betrieb auf Strecken von über zehn Kilometern Länge. Sie wurden von Altair Nano zugeliefert, es handelt sich um zwei Module mit Zellen von je 60 Ah, die per Luft gekühlt werden und aus Nano, Lithium und Titan bestehen. Insgesamt liefern die 400 Zellen eine Spannung von 450 Volt und eine Leistung von 54 kWh.[13]

| Name     | Nummer Orusttrafiken | Nummer Arriva / Swebus / Nobina | Baujahr | Kennzeichen | Inventarnummer | Fahrgestellnummer  |
| Ella     | 7231                 | 6991                            | 2003    | TXT 772     | 1069           | SU92411663BPN-1069 |
| Elvira   | 7232                 | 6992                            | 2003    | TXT 754     | 1067           | SU92411663BPN-1067 |
| Ellen    | 7233                 | 6993                            | 2003    | TXT 763     | 1068           | SU92411663BPN-1068 |
| Else-Len | -                    | 6990                            | 2010    | CLP 254     | -              | SUU241160AB008655  |
| Elvis    | -                    | 6994                            | 2013    | UCC 089     | -              | -                  |

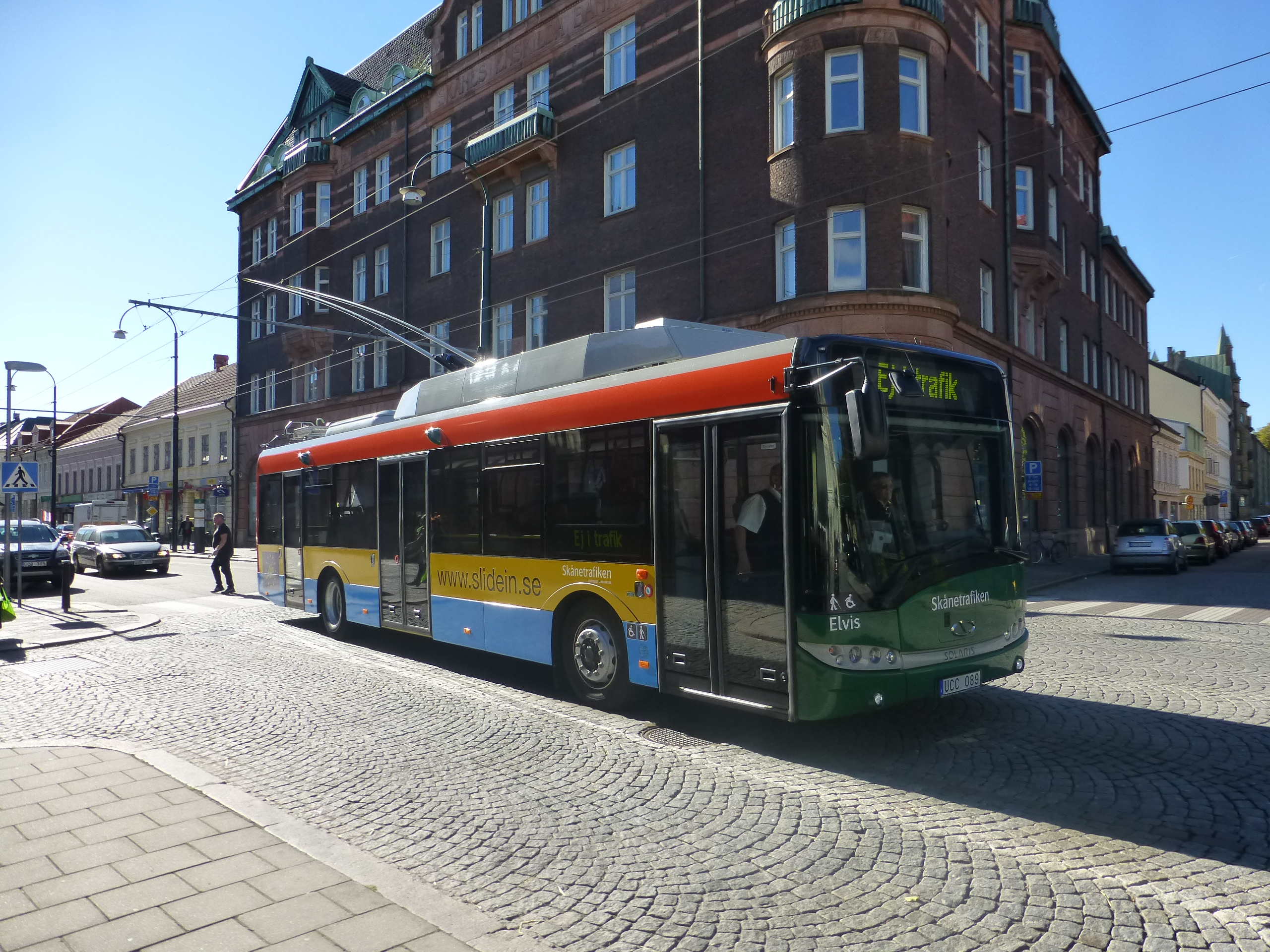
Der 2013 abgelieferte Versuchswagen Elvis in der Storgatan

Im September 2023 wurden drei weitere Fahrzeuge des Typs Solaris Trollino 12 mit einem Gesamtauftragswert von ca. 1 Mio. € bestellt, die ab Herbst 2024 ausgeliefert werden sollen. Die Fahrzeuge, deren elektrische Ausrüstung von Škoda zugeliefert wird, sollen über einen Batteriehilfsantrieb mit einer Reichweite von 20 Kilometern verfügen.
Für die Fahrleitungsenteisung wird ferner ein Gestell mit Spezialstromabnehmern vorgehalten. Dieses wird bei Bedarf auf die Ladepritsche eines Volkswagen-Kleintransporters aufgesetzt, das Fahrzeug steht seit dem 23. Dezember 2004 zur Verfügung. Zuvor kam es im ersten Betriebswinter 2003/2004 zu Kontakt-Problemen mit der vereisten Oberleitung. Zusammen gerechnet musste der Obusbetrieb damals während 32 Stunden durch Dieselbusse ersetzt werden. Ein Turmwagen steht hingegen nicht zur Verfügung. Für Wartungs- und Reparaturarbeiten an der Oberleitung wird deshalb bedarfsweise eine Hubarbeitsbühne angemietet.
Ferner befand sich vom 23. bis zum 30. September 2003 auch der Museumsobus 101 aus Kopenhagen vor Ort. Der 1938 gebaute Wagen gehört dem Straßenbahnmuseum Skjoldenæsholm und unternahm damals anlässlich der feierlichen Eröffnung des hier behandelten Obus-Betriebs Sonderfahrten in Landskrona.